# Grannos
Grannos (latinisé en Grannus) est, dans la mythologie celtique gauloise, un dieu solaire et un dieu guérisseur, associé aux sources thermales. Il est très souvent adoré en conjonction avec Sirona qui apparait comme sa parèdre.
Il est considéré comme une équivalence du dieu grec Apollon à l’époque gallo-romaine, alors identifié comme Apollo Grannus.

## Nom

### Étymologie
Le théonyme Grannus est une forme latinisée du Grannos gaulois. La même racine apparaît dans les noms personnels Grania, Grannia, Grannicus et Grannica, ainsi que dans les noms de lieux Grignols (de *Granno-ialon clairière de Grannos), Aquae Granni (> Aix-la-Chapelle) et Granejouls.
Son étymologie reste controversée. Le nom pourrait être lié au proto-celtique *grand-/grend-, signifiant « barbe » (cf. moyen irlandais grend, moyen gallois grann « menton, barbe, joue », moyen breton grann « sourcil »), bien que certains érudits aient souligné que le dieu n’est jamais représenté avec une barbe. L'ancien français grenon (« petite barbe »), l'ancien espagnol greñon  (« barbe ») et l'occitan gren (« moustache ») sont dérivés d'un *grennos antérieur, censé être gaulois, mais le vocalisme est difficile à concilier avec les autres formes,,
Une étymologie alternative relie le nom à une forme reconstruite *gra-snó- (< *gwhr-snó-), qui pourrait être liée au proto-celtique *gwrīns-/gwrens-, signifiant « chaleur » (cf. moyen irlandais grīs ' chaleur, lueur, braise', moyen gallois gwres 'chaleur [du soleil, du feu], passion, luxure'),. Jürgen Zeidler soutient qu'il s'agirait d'une « référence probable à la chaleur du soleil et à ses propriétés curatives ». Dans les études du début du XXe siècle, le théonyme était souvent comparé au vieil irlandais grían (« soleil »), qui, selon le linguiste Ranko Matasović, devrait être dérivé du proto-celtique *gwrensā (> irlandais primitif (en) *gwrēnā).

### Épithètes
À Monthelon, Grannos s'appelle Deus Apollo Grannus Amarcolitanus (« Celui au regard perçant ou lointain »), et à Horbourg-Wihr Apollo Grannus Mogounus,.
Dans tous ses centres de culte où il est assimilé à un dieu romain, Grannos a été identifié à Apollon, vraisemblablement dans le rôle d'Apollon en tant que divinité curative ou solaire. À Trèves, il est identifié plus spécifiquement à Phoebus comme Apollo Grannus Phoebus,.

## Culte

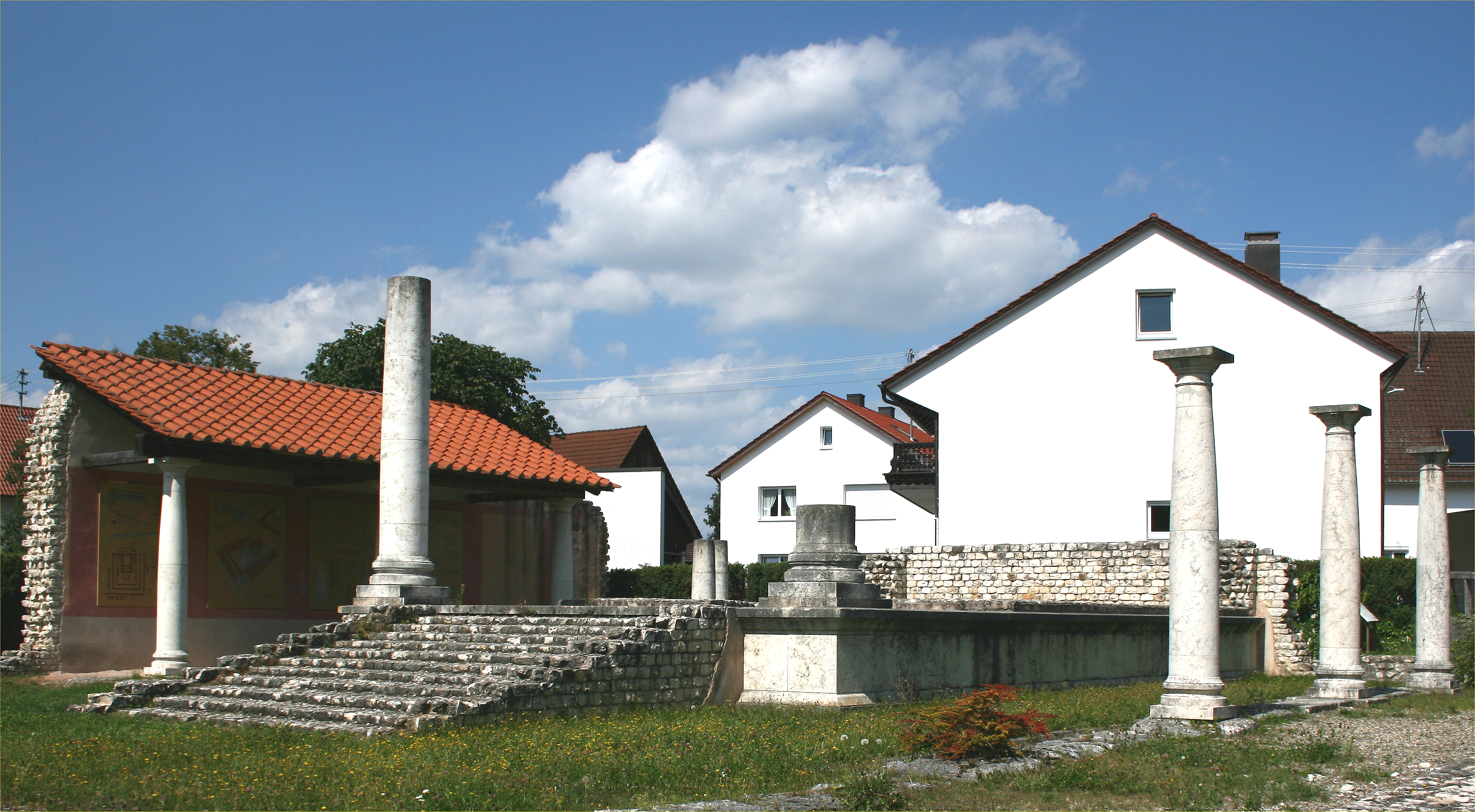
Un temple partiellement reconstruit d'Apollon Grannus à Faimingen (« Phoebiana ») près de Lauingen

Grannos était un dieu guérisseur important pour les celtes. Son culte semble avoir débuté chez les Ligures, puis chez les Leuques à Grand, puis a essaimé dans toute la Gaule et le reste du territoire celte. Il est ainsi célébré notamment à Aquae Granni (Aix-la-Chapelle), Astorga, Bitburg, Ennetach, Horbourg-Wihr, Lauingen, Limoges, Monthelon, Sarmizegetusa et Trèves.
Les divinités traditionnelles des Gaulois ont continué d'être honorées après la conquête. Cela ne dérangeait pas l'autorité romaine dans la mesure où la religion ne servait pas de prétexte à comploter contre elle et n'excluait pas le culte fédérateur à l'empereur. Il arrivait certainement que les Romains installés en Gaule adoptassent dans leur pratique religieuse une divinité locale.
Selon Dion Cassius (Histoire romaine, LXXVIII, 15, 6), l’empereur romain Caracalla (186 - 217), qui était né à Lugdunum, aurait rendu un culte à Apollon Grannus. Ainsi, l'empereur (188 à 217 apr. J.-C.) demanda en vain l'aide d'Apollon Grannus, ainsi que celle d'Esculape et de Sarapis, au cours d'une crise de maladie physique et mentale, visitant le sanctuaire du dieu et faisant de nombreuses offrandes votives ; Dion Cassius affirme que les dieux ont refusé de le guérir parce qu'ils savaient que les intentions de Caracalla étaient maléfiques. La visite de Caracalla au sanctuaire du « dieu guérisseur celtique » Grannus a eu lieu pendant la guerre avec la Germanie en 213.

### À Aix-la-Chapelle

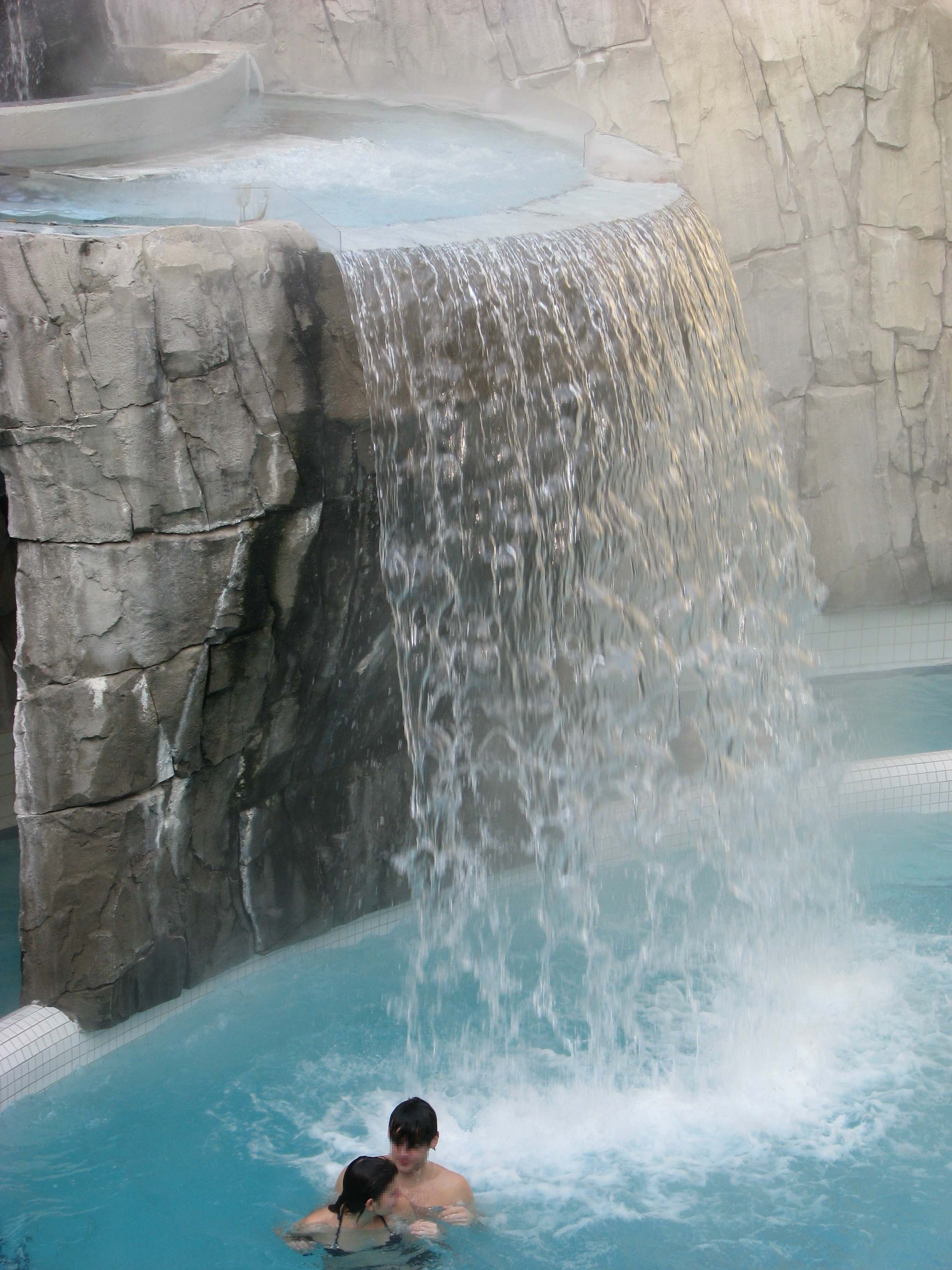
On pense que les sources chaudes telles que celles d'Aquae Granni (aujourd'hui Aix-la-Chapelle) étaient dédiées à Grannos.

L'un des centres de culte de Grannos les plus célèbres se trouvait à Aquae Granni (aujourd'hui Aix-la-Chapelle, en Allemagne). Aachen, le nom de la ville en allemand, signifie « eau » en vieux haut allemand, un calque du nom romain « Aquae Granni ».
Les sources chaudes de la ville, avec des températures comprises entre 45 °C et 75 °C, se trouvent dans la zone marécageuse quelque peu inhospitalière autour de la région de la vallée en forme de bassin d'Aix-la-Chapelle. Aix-la-Chapelle est devenue un centre curatif pour la première fois à l'époque de Hallstatt (soit entre environ 1200 et 450 av. J.-C.). Les tumulus de la région datent des âges du bronze et du fer. Vers 600 av. J.-C., les Celtes arrivèrent. Environ un siècle avant Jésus-Christ, la zone située entre le Rhin et la Meuse était la zone d'implantation des Éburons, une tribu celto-germanique. Il se peut qu'il y ait eu ici à cette époque un sanctuaire dédié au dieu celtique Grannos.
Plus tard, au Ier siècle apr. J.-C., les Romains décidèrent la fondation d'un vicus romain important, à l'écart des grandes voies de transport romaines, fondation due à l'existence des sources chaudes d'Aix-la-Chapelle et de Burtscheid. Ils établirent alors une grande station thermale pour les militaires à Aix-la-Chapelle. Ces bains pouvaient accueillir 6 000 soldats à la fois.

### À  Grand

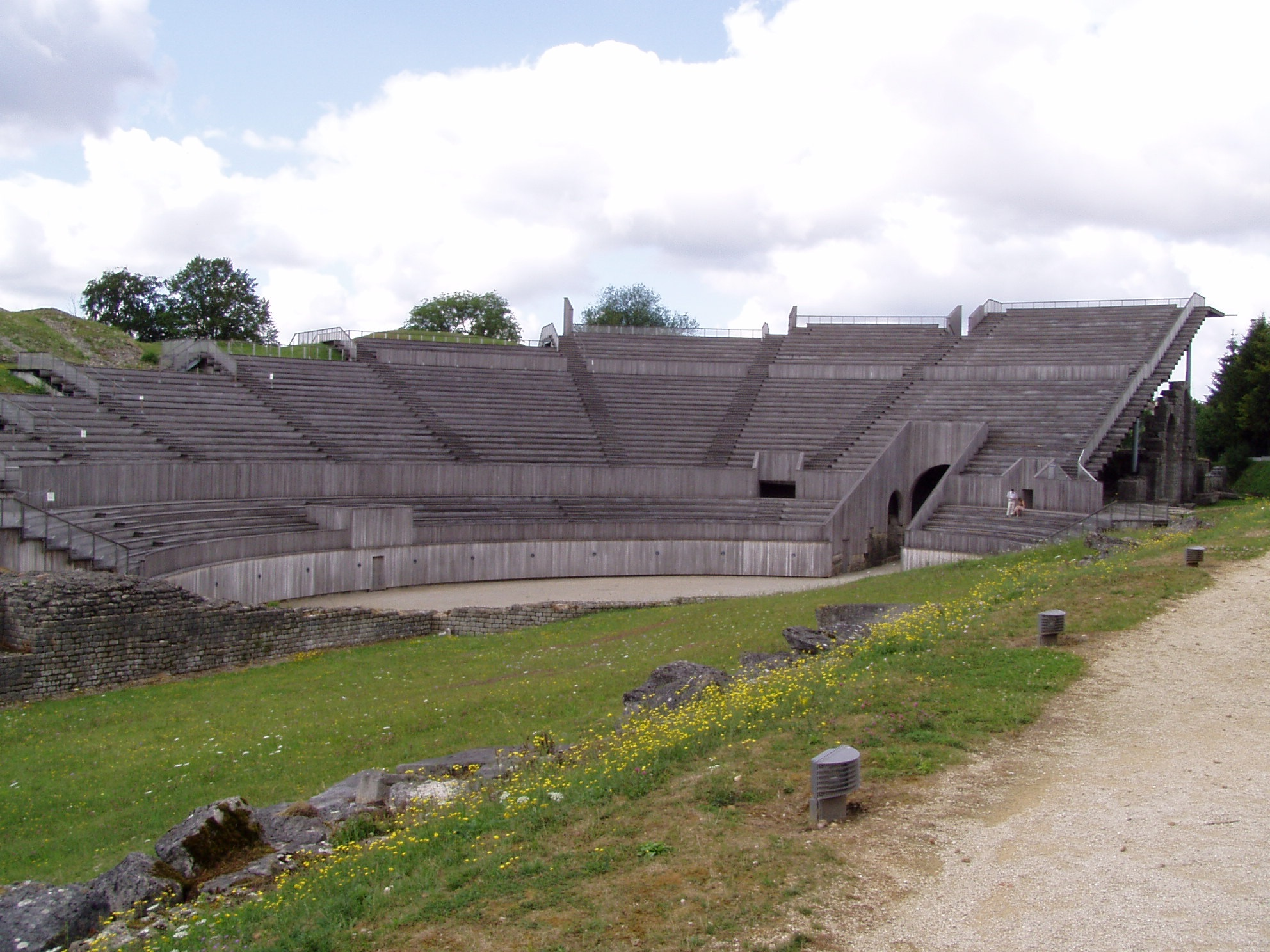
L'amphithéâtre de Grand, dédié à Apollon.

Le nom de Grand, dans les Vosges a été relié à Grannos.
Selon une légende, c'est à Grand que Constantin aurait eu en 309 une vision du dieu Apollon lui conférant un signe solaire de victoire.
Autres pays : Granéjouls dans le Tarn (commune de Cahuzac-sur-Vère, + -ialo). Grane dans la Drôme.

## Festival
Une inscription latine du Ier siècle apr. J.-C. provenant d'une fontaine publique de Limoges mentionne une fête gauloise de dix nuits de Grannus (légèrement latinisée en decamnoctiacis Granni) :
POSTVMVS DV[M]
NORGIEN F(ilius) VERG(obretus) AQV
AM MARTIAM DECAM
NOCTIACIS GRANNI D(e) S(ua) P(ecunia) D(edit)
Traduction : « Le vergobretus Postumus, fils de Dumnorix, a donné de son propre argent l'Aqua Martia pour la fête de dix nuits de Grannus » (« L'Eau de Martius [ou Mars] » est un aqueduc).

## Divinités associées

### Équivalents
Grannos est considéré comme une équivalence du dieu grec Apollon à l’époque gallo-romaine, alors identifié comme Apollo Grannus. Il semble être, à la même époque, également identifié avec certains autres dieux guérisseurs celtes, comme Mogons, parfois en même temps qu'avec Apollon, comme Apollin(i) Gran/no Mogouno .
Il pourrait aussi être identifié avec Borvo, autre important dieu des sources curatives pour les gaulois également assimilé à Apollon et présentant de grandes similitudes avec la déesse Sirona, la parèdre de Grannos. Cependant, selon certains chercheurs, Sirona pourrait être la mère de Borvo.
En tant que dieu solaire, Grannos a aussi été associé à Belenos, dont il n’est peut-être qu’un surnom ou une représentation. La relation est parfois également faite avec Mac Greine, surnommé « fils du Soleil », dans la mythologie celtique irlandaise.

### Compagnons
Le nom de Grannos est parfois accompagné de ceux d'autres divinités dans les inscriptions. À Augsbourg, on le retrouve à la fois avec Diane et Sirona ; il est de nouveau invoqué avec Sirona à Rome, à Bitburg, Baumberg (en),, Lauingen, et Sarmizegetusa (deux fois). A Ennetach il est associé avec les Nymphes, à Faimingen avec Hygie et la Mère des Dieux et à Grand avec Sol. Un autel votif à Astorga l'invoque après « le saint Sérapis » et « la Isis aux nombreux noms », et avant « la Coré invaincue et Mars Sagatus ».
Grannos est aussi associé chez les Pétrocores à la déesse locale Vesunna.

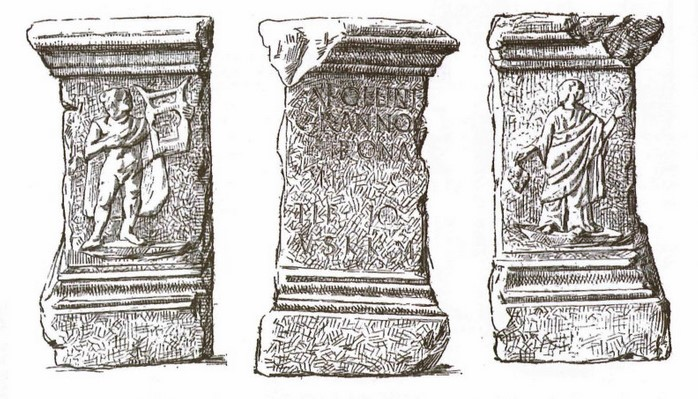
Autel d'Apollon Grannus et Sirona, Baumberg(Allemagne)